# Tanypeza longimana
Tanypeza longimana är en tvåvingeart som beskrevs av Fallen 1820. Tanypeza longimana ingår i släktet Tanypeza och familjen långbensflugor. Arten är reproducerande i Sverige. Inga underarter finns listade i Catalogue of Life.